# Neuratelia nemoralis
Neuratelia nemoralis är en tvåvingeart som först beskrevs av Johann Wilhelm Meigen 1818.  Neuratelia nemoralis ingår i släktet Neuratelia och familjen svampmyggor. Arten är reproducerande i Sverige. Inga underarter finns listade i Catalogue of Life.